# Ludwig Foehse
Ludwig Foehse (* 14. März 1849 in Dessau; † 29. Juli 1898 ebenda) war ein deutscher Jugendschriftsteller. Im Laufe seines Lebens veröffentlichte er zahlreiche Abenteuererzählungen für Kinder und Jugendliche, meist im Genre der Kolonialliteratur.

## Leben
Obwohl Ludwig Foehse zu den wichtigsten Autoren der Kolonialerzählungen zählt, ist biographisch kaum etwas über ihn bekannt. Foehse wurde in Dessau geboren und führte hier ab etwa 1880 bis zu seinem Tod 1898 ein Garderoben- und Wollwarengeschäft. In den 1890er Jahren widmete er sich der Schriftstellerei und erreichte ein überregionales Publikum mit seinen an die Jugend adressierten Erzählungen, die hauptsächlich zum Genre der Kolonialliteratur gehören. Laut seinem Verleger soll er die deutschen Kolonien in Ostafrika auf eigenen Reisen kennengelernt haben.

## Literarisches Schaffen
Foehses Werke sind zum Großteil Erzählungen aus Amerika sowie aus Ostafrika unter dem Einfluss deutscher Kolonien. Meist handeln diese Geschichten von den indigenen Völkern des jeweiligen Kontinents. Ausnahmen dieser Generalisierung bilden beispielsweise Piraten- bzw. Seeräubergeschichten, die sowohl in Amerika als auch in Ostafrika stattfinden, und darüber hinaus vier Erzählungen, die vom ersten japanisch-chinesischen Krieg (1894–1895) handeln. Zuordnen lassen sich Foehses zahlreiche Abenteuererzählungen dem Genre der Kolonialliteratur, welche oft in Volks- und Jugendschriftreihen erschienen sind.

## Werke (Auswahl)
Aufgrund der Vielzahl an Veröffentlichungen von Ludwig Foehse sind drei relevante Werke aufgelistet, die in der Sammlung der Bibliothek für Jugendbuchforschung in Frankfurt vorhanden sind.
- In den Dschungeln Ostafrikas. Erzählung für die Jugend. III. Max Wulff. Berlin: Weichert. 1973.
- Unter schwarzen Rebellen. Sikki, der rebellische Sultan der Unjamwesi. Ill. Martin Ränike. Berlin: Pohlmann. 1895.
- Unter Wilden und Seeräubern. Erzählungen aus dem dunklen Erdteil. Berlin: Weichert. [1937].